# Пірена (дочка Бебрікса)
Пірена (дав.-гр. Πυρήνη, трансліт. Пірена) — у грецькій і римській міфології іберійська принцеса, трагічна доля якої дала назву Піренеям. Піренея була коханою або жертвою Геракла, тиринфського героя, який відвідав її країну під час одного зі своїх дванадцяти подвигів. Міф про неї зберігся в працях Силія Італіка, римського автора І століття нашої ери, але інші версії також дають різні автори. Пірена могла походити з незрозумілих традицій кельтської міфології.

## Етимологія
Традиційно ім'я Пірена пов'язували з іменником πῦρ, давньогрецьке слово, що означає вогонь, іноді в поєднанні з eneos, що означає «безмовний», але це було описано як народна етимологія кельтської назви. Назва, ймовірно, кельтського походження й означає гори.
Власна назва Πυρήνη («Піренеї») з'являється серед стародавніх авторів ще у Геродота, який приписує її населенню кельтів Західної Європи, що проживало серед гір. Хоча Геродот приписує йому народження Істра, варто пам'ятати, що, на думку історика, Піренеї та Альпи утворювали єдиний гірський масив, і що Істр виник набагато західніше, ніж насправді. Таким чином, під час класичного та елліністичного періодів Піренеєю називали місто у східних Піренеях, а також гори, які його оточували, Піренеї. Арістотель стверджує, що це слово позначало гору. Було багато спроб ідентифікувати це екзотичне місце, і не варто виключати, що це міфічне місто, в якому зійшлися історії мандрівників не з одного міста. У будь-якому випадку, починаючи з VI століття до нашої ери, греки вже оселилися в цьому регіоні і вже були знайомі з ним, враховуючи, що фокейські колонії Массалія, Агат і Емпурія вже були засновані, але варто враховувати, що для греків Греції це були дуже віддалені, екзотичні та маловідомі регіони; це сприяло б неясним і суперечливим твердженням щодо реальності Піренеї, незалежно від того, було воно містом чи ні.
Нарешті, Πυρήνη поширилося серед греків як назва Піренеїв, особливо з варіантом (τὰ) Πυρηναῖα ὄρη «Піренейські гори» або, просто, (τὰ) Πυρηναῖα «Піренеї». Римляни взяли цю назву від греків і адаптували її до форми Pyrenæa, яка перейшла в більшість мов світу. У мовах іспанської орбіти (астурійська, баскська, арагонська та каталонська) слово зазнало асиміляції голосного на першому e, який перетворився на i. Слово зазвичай вживається як у множині, так і в однині.

## Міфологія

### Грецька
Піренея була дуже красивою принцесою, дочкою царя Бебрікса або Бебрісія з бебриків, стародавнього народу, що жив по обидва боки Піренеїв, які розділяли Іспанію від Галлії. Одного разу до їхнього двору прибув герой Геракл, який шукав стадо Геріона. Після ясного частування вином Геракл, він позбавив Пірену дівочої цноти, а сам пішов, щоб продовжити свою місію. Минали місяці, і Пірен врешті-решт народила змія. У страху та жаху перед реакцією та гнівом свого батька вона втекла з двору та сховалася в лісі в Піренеях. Там вона проливала гіркі сльози за своїм ґвалтівником Гераклом і повторювала його обіцянки деревам, оплакуючи своє поводження з нею. Але вона привернула увагу диких звірів, які розривали її на шматки.
Тим часом Геракл закінчив ловити отару і ще раз пройшов через Іспанію, щоб повернутися додому. Він натрапив на понівечені останки Пірени, і це видовище дуже засмутило його. Його крики, коли він знайшов її голову, змусили здригнутися сам гірський хребет, який тому і отримав ім'я нещасної дівчини. Потім, як останню данину пам'яті, плачучи він поховав її останки глибоко в землю.
Цей міф був вперше задокументований порівняно пізно, оскільки його знають завдяки Сілію Італіку. Це змушує дослідників вважати, що це не народний витвір, а радше ерудована міфологія. У будь-якому випадку, термін Πυρήνη задокументований набагато раніше як топонім, що стосується Піренеїв або їх частини, ніж як міфологічний персонаж. Ось чому вважається, що міф був народжений, щоб виправдати назву гори, так само, як у тому ж міфі було виправдано ім'я бебриків, стародавнього народу, який жив на середземноморському схилі Піренеїв.

### Каталонська
Вердагер зібрав цей міф і включив його у свою поему «Атлантида». У версії Вердагера Пірена — дочка царя Тубала. Легенда пояснює, що Піренея тікала від Геріона, триголового чудовиська, через Піренеї, і щоб вона не змогла втекти, він підпалив гори, щоб залишити її ізольованою.
Геракл, який проходив повз, почув якісь стогони, і серед полум'я він знайшов важко поранену Пірену, яка перед смертю сказала йому, що Геріон забрав трон у її батька, Тувала, царя Іберії, через що їй довелося тікати і ховатися в тих лісах. Потім Геріон, побоюючись, що Пірена одного дня повернеться, щоб претендувати на трон, підпалив гори та відступив до Гадеса. Тоді Пірена поступилася своїми володіннями Гераклу і померла на його руках. Геракл накрив тіло Пірени багатьма великими каменями, доки не утворилася скеля, яка починалася в Кантабрійському морі і закінчувалася в Середземному морі, куди він викинув залишки каміння, що дало початок мису Креус.
Після цього Геракл відплив на Монжуїк, де пообіцяв заснувати місто та переслідувати Геріона.

### Кельтська
Існує кілька переказів, пов'язаних з візитом Геракла в західне Середземномор'я, які однозначно ґрунтуються на землі Галлів. Ці розповіді пов'язують Геракла із заснуванням Галльської Алезії та тим, що він став прабатьком кельтів. За словами Діодора Сицилійського, принцеса землі Кельтії відкидала всіх чоловіків у шлюбі, але була вражена силою та могутністю Геракла, тому вона народила йому сина, Галата, який, коли досяг повноліття, став їх царем. У версії Парфенія принцесу звуть Кельтіною, і вона приховала худобу, яку герой забрав у Геріона, і відмовилася повернути її, якщо він не буде знею кохатися, після чого вона зачала Кельта; в ще одній розповіді Геракл залишив свій лук принцесі Кельто після сексу з нею, і сказав їй, що якщо у неї буде син, цей хлопчик стане царем, якщо він зможе натягнути тятиву і стріляти.
Пліній Старший вважав історії Геракла в Піренеях продуктом уяви та оповідання.

### Скитський генеалогічний міф
Історії про Піренію та Кельтіна мають багато схожості зі скитським генеалогічним міфом, у якому Геракл повертається з Труди з отарою Геріона через землю Скіфії, його коней викрадає жінка-змія, а потім він, щоб повернути їх, повинен з нею кохатися. Тоді жінка народжує від нього трьох синів, один із яких — Скіф — стає прабатьком скіфів. Основна відмінність двох наративів полягає у зовнішності чужоземки, з якою кохається Геракл (змієнога скіфська бестія проти прекрасної кельтської принцеси), типі викрадених тварин (коні проти великої рогатої худоби), а також у кількості синів, народжених чужоземкою (троє проти одного).
Незважаючи на багато спільних рис, точна природа взаємозв'язку між двома різними міфами залишається незрозумілою: існує кілька аргументів як на користь, так і проти первинності одного з них; культурний вплив, який одна історія могла мати на іншу, визнається, але не може бути визначений з абсолютною упевненістю.
Скіфський міф може бути результатом злиття образів Геракла і місцевого скіфського бога Таргітая, який згадується в інших версіях як Таргітаос або Скіф, син Зевса (як еквівалент скіфського бога неба). Міф, ймовірно, асимільований понтійськими греками з північних берегів Чорного моря через його важливу роль в основоположних міфах грецьких колоністів по всьому Середземноморському басейну. Це використовували, щоб виправдати наближення нових земель до грецького світу. Кельтський міф також міг походити з місцевого міфу про кельтів або, принаймні, про греків, які жили в Кельтиці. 

## Уточнення
1. ↑  Див. нотатки Джеймса Даффа Даффа.[прояснити]